# Treibspur
Treibspur ist ein Begriff aus der Rechtsmedizin. Treibspuren treten an Leichen auf, die in strömenden Gewässern treiben.
Da die Leichen meist in Bauchlage fortbewegt werden, treten die Treibspuren vor allem am Kopf (Stirn, Nase), den Handrücken, Knien und Fußspitzen auf. Es handelt sich um postmortale Veränderungen im Sinne mechanischer Spuren.